# Viaduc de Bandol
Le viaduc de Bandol est un pont à voûtes en maçonnerie situé à Bandol, dans le Var, en France.

## Présentation

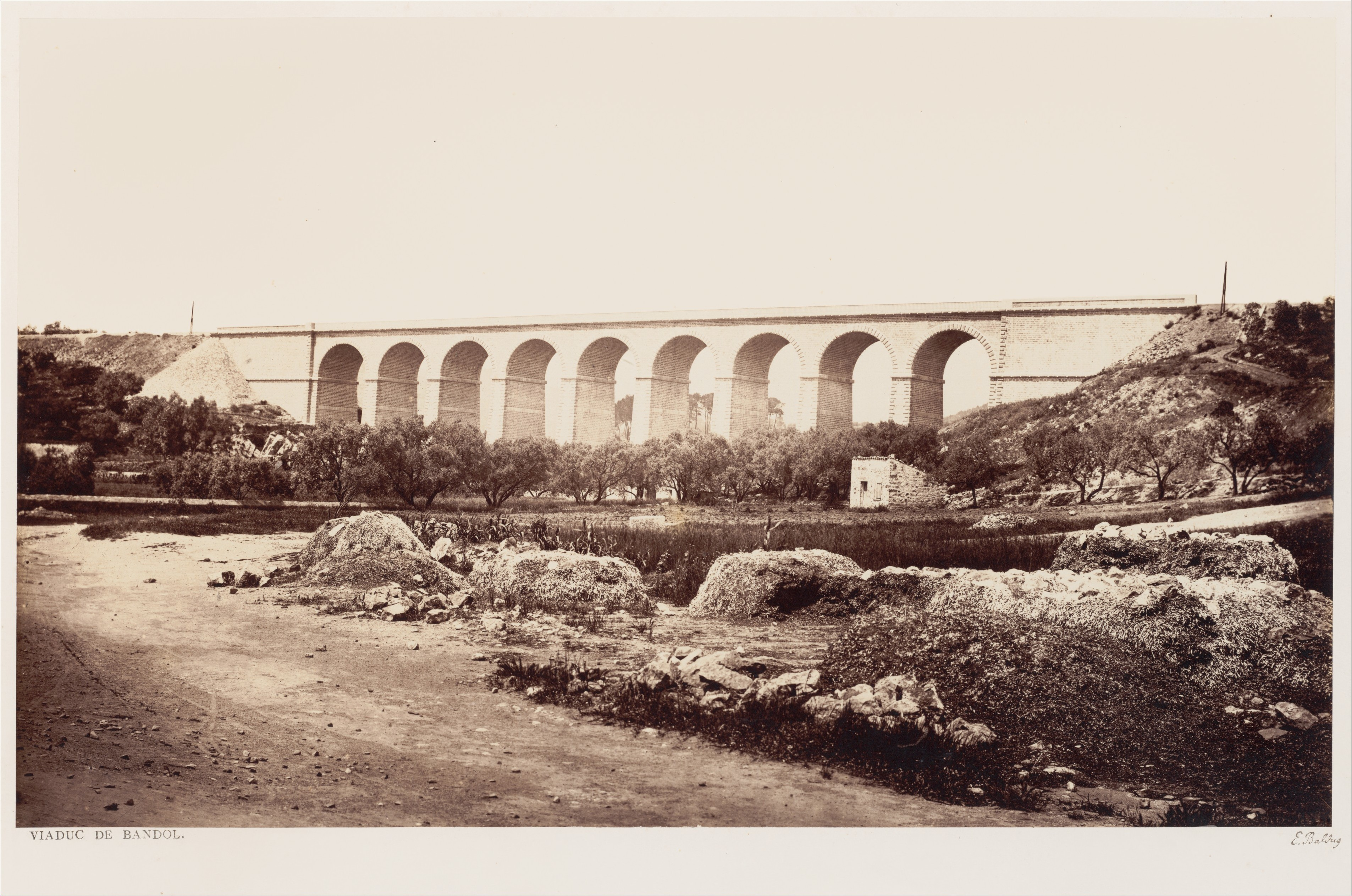
Le viaduc de Bandol vers 1859, photographié par Édouard Baldus.

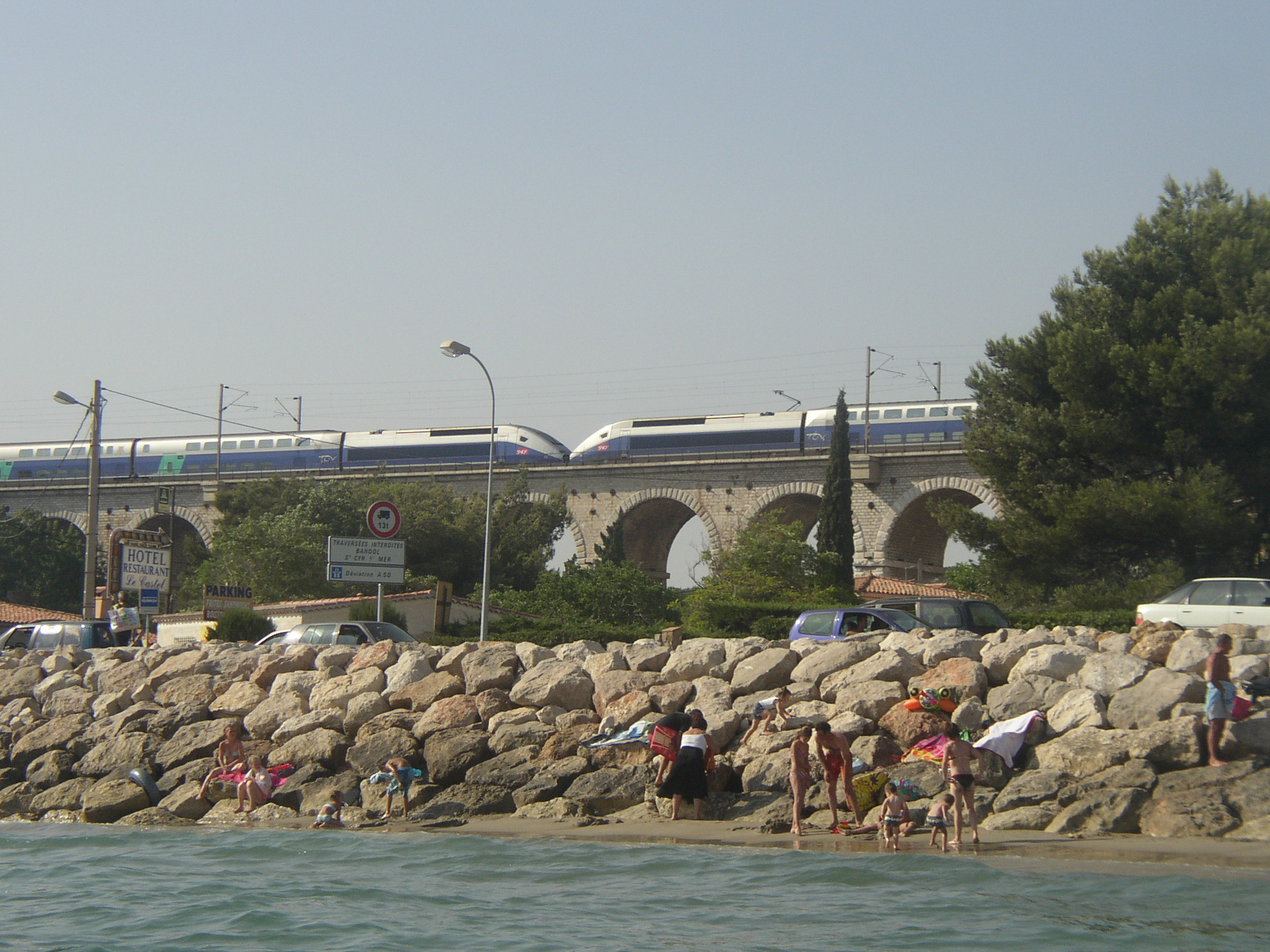
Une rame de TGV duplex traverse le viaduc.

## Utilisation
Le viaduc permet à la ligne de Marseille-Saint-Charles à Vintimille de traverser le Grand Vallat